# Rovuma (Schiff)
Die Rovuma war ein Schiff des Gouvernements der Kolonie Deutsch-Ostafrika und gehörte damit zur Flottille des Schutzgebietes.

## Geschichte
Die Rovuma wurde 1894 in Kiel gebaut für die Verwendung in der Kolonie Deutsch-Ostafrika. Am 14. April 1894 verließ das Schiff zusammen mit der Rufiji den Kieler Hafen und startete die Fahrt nach Daressalam. Der seegehende Dampfer war im Hafen Daressalam stationiert und wurde unter anderem als Zollkreuzer eingesetzt. Das Schiff wurde benannt nach dem Fluss Rovuma in Deutsch-Ostafrika. Bewaffnet wurde die Rovuma mit zwei 37-mm-Hotchkiss-Kanonen. 1907/08 wurde sie durch den Einbau einer Mittelsektion um 6 m verlängert. Dadurch steigerten sich die Schiffsmaße von 28,62 m auf 34,62 m Länge, von 115 auf 144 BRT und von 200 t auf etwa 250 t Schiffsgewicht. Die Rovuma konnte nach dem Umbau bis zu 110 Personen, 5 Tiere und 800–1000 Lasten transportieren.
Nach dem Ausbruch des Ersten Weltkrieges im August 1914 wurde die Rovuma am 26. September 1914 der Abteilung Delta zugeteilt. Das Schiff unterstützte die Sicherung und Versorgung des in der Rufidjimündung liegenden Kleinen Kreuzers Königsberg. Am 9. Oktober 1915 versenkte die Besatzung die Rovuma in der Rufidjimündung selbst. Im August 1923 wurde das Wrack vom Tanganyika Territory Government zum Abbruch angeboten.